# Kabinepersonale
Kabinepersonale er medarbejdere der betjener passagererne på et fly. Kvindeligt kabinepersonale kaldes stewardesser og mandligt personale stewarder. De har gennemgået træning om sikkerhed i et fly.